# 南山根遗址
南山根遗址，位于内蒙古自治区赤峰市宁城县存金沟乡南山根村以南，主要发现为夏家店上层文化灰坑及墓葬。
该遗址的发现始于1958年春天，当地村民取土时意外发现大量青铜器，引起了内蒙古文物考古研究所的注意。随后，中科院考古所在1961和1963年分别进行了小范围的发掘，共发现了11座墓葬。
2013年5月，国务院将其列为第七批全国重点文物保护单位。